# Traité de Fort St. Stephens

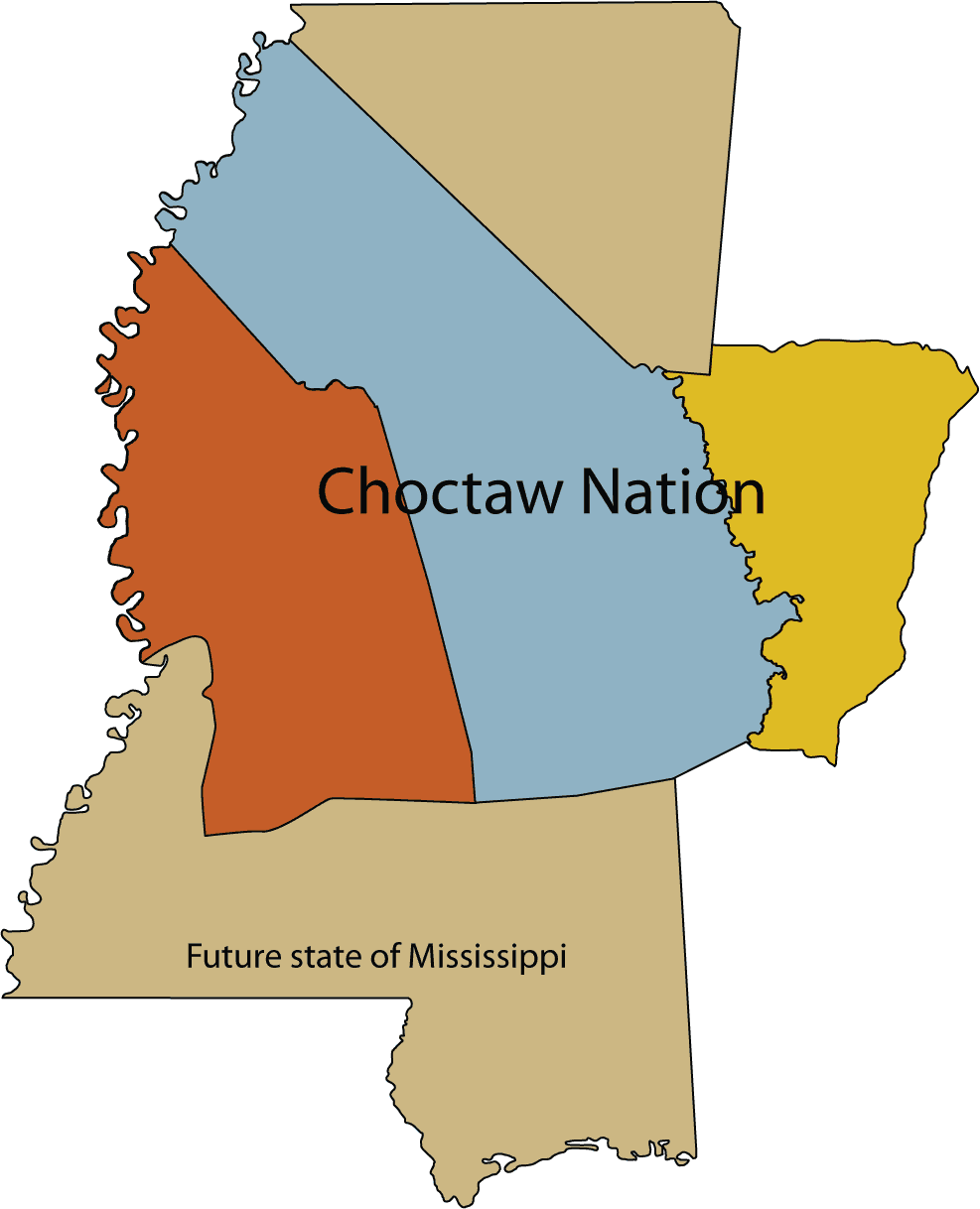
Carte des territoires Choctaw cédés (en jaune) en 1816

Le traité de Fort St. Stephens, également connu sous le nom de traité de Choctaw Trading House, est un traité signé le 24 octobre 1816 entre les États-Unis et les Chactas. Selon les termes du traité, les Chactas devaient abandonner une partie de leurs terres situées à l'est de la rivière Tombigbee en échange de paiements annuels de 6 000 $ sur une période de vingt ans.